# ロバート・W・ホリー
ロバート・ウィリアム・ホリー（Robert William Holley, 1922年1月28日 - 1993年2月11日）は、アメリカ合衆国の生化学者で、アラニンの運搬RNAを介してDNAとタンパク質合成を結びつけた研究で、ハー・ゴビンド・コラナ、マーシャル・ニーレンバーグとともに1968年度のノーベル生理学・医学賞を受賞した。

## 生涯
ホリーはイリノイ州のアーバナで生まれ、1938年にアーバナ高校を卒業した。その後イリノイ大学で化学を学び、1942年に卒業した。卒業後はコーネル大学の博士課程で有機化学の研究を行った。第二次世界大戦中の2年間をコーネル大学医学部のヴィンセント・デュ・ヴィニョーの下で過ごし、世界で初めてペニシリンの化学合成に成功した。ホリーは1947年に博士号を取得した。
彼は卒業後もコーネル大学に残り、1948年に有機化学の助手に、1962年に教授になった。そして1955年から56年のサバティカルの後に、カリフォルニア工科大学のジェームズ・ボナーとともにRNAの研究を始めた。
ホリーはまず運搬RNA（tRNA）を単離する実験から始め、その後アミノ酸のアラニンをタンパク質まで運ぶ働きを持つアラニンtRNAの配列と構造を決定する実験を行った。ホリーらは、2種類のリボヌクレアーゼを用いてtRNAを小片に分割することで構造を決定した。
全体の構造は1964年に明らかとなり、伝令RNAからのタンパク質の合成を説明する重要な発見となった。またこれは、初めて配列が解読されたRNAともなった。ホリーはこの発見により1968年度のノーベル生理学・医学賞を受賞した。コラーナとニーレンバーグも、タンパク質合成の研究により、同年のノーベル生理学・医学賞を受賞した。
ホリーらの用いた方法を使って、その後残りのtRNAの構造も解明された。数年後、この方法は改良されて、微生物、植物、人間のウイルスにも使えるようになった。
1968年、ホリーはカリフォルニア州ラホヤにあるソーク研究所のフェローとなった。

## 受賞歴
- 1965年 アルバート・ラスカー基礎医学研究賞
- 1967年 米国科学アカデミー賞分子生物学部門
- 1968年 ノーベル生理学・医学賞